# Saga (grupo musical)
SAGA es un grupo musical asiático del género pop que debuta en 2014. El cual consiste en miembros de Japón, Corea del Sur, y China.

El grupo logró colocarse como artista número uno de primera aparición en el sitio de música Japonesa “BARKS” el 2 de abril de 2014.

Su primer vídeo musical "Together" Se colocó como número uno en la tabla de música electrónica del sitio para compartir vídeos "LETV' el 29 de marzo del 2014.

## Miembros
RIO：Productor・Programador
- De Japón.
- Tras un largo recorrido como productor musical a través de Japón, U.S.A., China e Indonesia, Rio Realiza su sueño SAGA.[4]

KEVIN：Vocal
- De China[4]
- Tras ganar un premio dentro de un top ten en un muy bien conocido programa Chino de audiciones, KEVIN conoció a RIO entonces comenzaron a hablar sobre crear un grupo, Idea que después se convirtió en SAGA.

RAMY：Vocal
- De Corea del Sur[4]
- Tras su graduación de la escuela de música en Seoul, Ramy repentinamente recibe un mensaje de RIO invitándola a unirse a su grupo SAGA.[4]

## Resumen
2014
- Rio y Kevin aparecieron por primera vez presentando la música de SAGA en el 40th New Years World Rock Festival transmitido por Fuji TV.[5]

- 01.18 - Rio aparece en Yuk Keep Smile, Programa No.1 en rating en Indonesia, Anunciando el debut de SAGA en Indonesia.[6]

- 02.06 - Ramy se une oficialmente al grupo. El número de miembros fue actualizado y comienzan actividades juntos.[1]

- 03.01 - SAGA anuncia su debut oficial en Facebook reuniendo 10,000 fanes alrededor del mundo en dos semanas.[1]

- SAGA anuncia su colaboración con Rino Nakasone, la coreografía de Girls' Generation, Super Junior, transmitiendo una parte de la canción "One", cantada en cuatro lenguajes. Fue transmitida como campaña publicitaria de Maxtreon, Una de las más grandes compañías fabricantes de telefonía en Indonesia.[7]

- 03.16 -Se anuncia el debut oficial en Indonesia por medio de la SCTV, Cadena nacional de TV. Rio Asiste y se presenta con el grupo Idol Cherrybelle. Rio remezcla su canción "Pura Pura Cinta" Introduciendo un sensacional estilo de baile al estilo de la música de SAGA llamado "SAGAMIX", Logrando más de 10,000 tuits.[1]

- 03.27 - Se anuncia el debut oficial en Japón por múltiples sitios de música y noticias, descritos como el"Super grupo Asiático korea-x-japan-x-china".[7]

- 03.29 - Se anuncia el debut oficial en China como una edición especial en LETV, Uno de los más grandes sitios para compartir vídeos en China.[3]

- 04.01 - Se anuncia el debut oficial en Korea por el famoso sitio de noticias Asia Today.[8]

- 04.02 – SAGA se coloca como el artista número uno de primera aparición en el gran sitio de música Japonesa “BARKS”.[2]

- SAGA produce toda la música incluyendo el tema principal de la serie televisiva China "Next Generation" transmitida en primavera. Es la primera vez que un extranjero se encarga de la canción principal de una serie televisiva en China.[1]

- 05.24- SAGA anuncia su primera presentación en vivo en uno de los más grandes festivales en Indonesia "Ennichisai", el cual reúna a más de 200,000 personas cada año.[7]

- SAGA se convierte en representante de la gran marca fabricante de telefonía MAXTRONen Indonesia.[7]

- SAGA no pertenece a ningún sello discográfico en específico o a alguna oficina de manejo artístico, simplemente son amigos de diferentes países llamando la atención utilizando un nuevo método.[1]

## Orígenes como "SaGa"
- Como predecesor de SAGA, hay un grupo llamado SaGa el cual debutó con avex Japón y Geneon Entertainment USA.[9]

- En 2005, las canciones de entrada y salida del anime "Viewtiful Joe", el cual ganó ‘el Mejor juego del año in los Estados Unidos, se convirtió en la canción de debut de SAGA.[10]

- En agosto su segundo sencillo "Spirit Awake ", fue lanzado como la nueva canción de entrada de "Viewtiful Joe". También fue elegido para presentarse en vivo en el festival A-nation, El más grande festival en Japón organizado por avex[9]

- En noviembre del mismo año, se le ligó con el anime de fama mundial “Initial D” lanzando su tercer sencillo "MADOKA". Miles de personas asistieron al evento de promoción realizado en Japón.[9]

- SaGa Produjo el tema oficial del programa Chino de pelas No.1 "Wulinfeng" el cual es transmitido por Henan TV desde el 2006. En el más grande evento de Wulinfeng llamado Global Top Fighter el cual comienza con la colaboración de Henan TV China y Fuji TV Japón, SaGa realiza su primera presentación en vivo en China y ese evento reúne a más de 6,000 personas. La sensacional música de SAGA y sus trajes se convierten en tema de moda en los más grandes medios noticiarios en China, reportando más de 50 sitios de internet así como en periódicos.[11]

- Más allá de la información referente a SAGA. de acuerdo con las políticas del grupo, el anterior grupo SaGa y el grupo Japones-Coreano-Chino SAGA del 2014 son grupos completamente distintos. La información de SaGa no aparecerá en información oficial de SAGA. Sin embargo ambos grupos comparten múltiples puntos en común. como el mensaje de la canción o el significado del nombre del grupo "SAGA", el cual significa "Viaje" en inglés y "Verdadero ser humano" en Japonés. lo cual también es el tema central del grupo.

## Colaboraciones
- "TOGETHER" - Tema del programa televisivo de China [Next Generation]）[7]

- "XINJIE" - Tema de salida del programa televisivo en China [Next Generation][7]

- "RAINBOW" - Canción del programa televisivo de China [Next Generation][7]

- "TRAVELING" - Canción del programa televisivo de China [Next Generation][7]

- "ONE" - Canción publicitaria para el teléfono "MAXTRON" en Indonesia[7]